# Франчика
Франчика (итал. Francica) — коммуна в Италии, располагается в регионе Калабрия, подчиняется административному центру Вибо-Валентия.
Население составляет 1660 человек, плотность населения составляет 75 чел./км². Занимает площадь 22 км². Почтовый индекс — 89851. Телефонный код — 0963.
Покровителем коммуны почитается святой Антоний Великий, празднование 17 января.